# 小行星11451
小行星11451（11451 Aarongolden，临时编号1979 QR1）是一颗位于主小行星带的小行星，1979年8月22日由瑞典天文学家克拉斯-英格瓦·拉格爾科維斯特在智利的拉西拉天文台发现。

## 轨道特性
- 半长轴：2.8967728 AU
- 离心率：0.0687524
- 轨道倾角：1.55131°
- 升交点黄经：346.60433°
- 近心点角距：260.42476°
- 平近点角：171.87044°
- 公转周期：1804.19 日（4.93 年）
- 近日点距离：2.6976127 AU
- 远日点距离：3.096 AU

## 物理特征
- 绝对星等：13.9

## 命名
该小行星以亚伦·戈尔登（Aaron Golden，生于1969年）命名。他是爱尔兰国立高威大学的研究人员，从事高时间分辨率天体物理学和图像处理领域的工作，曾参与发现两颗脉冲星的光学脉冲。